# Додома (регион)
Додома је један од 26 административних региона Танзаније. Површина региона је 41 310 km² а број становника по попису из 2002. године је 1 698 996. Главни град региона је Додома.
Пољопривредни производи из овог региона су пасуљ, житарице, кикирики, кафа, чај и дуван. Сточарство је такође присутно.

## Дистрикти
Регион је административно подељен на 5 дистрикта:
- Додома - урбани дистрикт
- Додома - рурални дистрикт
- Кондоа
- Мпвапва
- Конва